# Транспорт Китайської Народної Республіки
Транспорт КНР представлений автомобільним , залізничним , повітряним , водним (морським, річковим і озерним)  і трубопровідним , у населених пунктах  та у міжміському сполученні діє громадський транспорт пасажирських перевезень. Площа країни дорівнює 9 596 960 км² (4-те місце у світі). Форма території країни — складна, найбільш населена частина компактної форми; максимальна дистанція з півночі на південь — 4020 км, зі сходу на захід — 4830 км. Вигідне географічне положення та велика площа території Китаю дозволяє йому контролювати сухопутні транспортні шляхи між Північною, Центральною, Південною і Південно-Східною Азією, морські транспортні шляхи Далекого Сходу.

## Автомобільний
Загальна довжина автошляхів в Китаї, станом на 2011 рік, дорівнює 4 106 387 км, з яких 3 453 890 км із твердим покриттям (84 946 км швидкісних автомагістралей) із твердим покриттям і 652 497 км без нього (3-тє місце у світі).

## Залізничний
Загальна довжина залізничних колій країни, станом на 2014 рік, становила 191 270 км (2-ге місце у світі), з яких 100 км широкої 1520-мм колії, 190 000 км стандартної 1435-мм колії (92 000 км електрифіковано), 670 км вузької 1000-мм колії; 500 км вузької 762-мм колії.

## Повітряний
У країні, станом на 2013 рік, діє 507 аеропортів (14-те місце у світі), з них 463 із твердим покриттям злітно-посадкових смуг і 44 із ґрунтовим. Аеропорти країни за довжиною злітно-посадкових смуг розподіляються так (у дужках окремо кількість без твердого покриття):
- довші за 10 тис. футів (>3047 м) — 71 (4);
- від 10 тис. до 8 тис. футів (3047-2438 м) — 158 (7);
- від 8 тис. до 5 тис. футів (2437—1524 м) — 123 (6);
- від 5 тис. до 3 тис. футів (1523—914 м) — 25 (9);
- коротші за 3 тис. футів (<914 м) — 86 (18)[1].

У країні, станом на 2015 рік, зареєстровано 56 авіапідприємств, які оперують 2890 повітряними суднами. За 2015 рік загальний пасажирообіг на внутрішніх і міжнародних рейсах становив 436,18 млн осіб. За 2015 рік повітряним транспортом було перевезено 19,8 млрд тонно-кілометрів вантажів (без врахування багажу пасажирів).
У країні, станом на 2013 рік, споруджено і діє 47 гелікоптерних майданчиків.
Китай є членом Міжнародної організації цивільної авіації (ICAO). Згідно зі статтею 20 Чиказької конвенції про міжнародну цивільну авіацію 1944 року, Міжнародна організація цивільної авіації для повітряних суден країни, станом на 2016 рік, закріпила реєстраційний префікс — B, заснований на радіопозивних, виділених Міжнародним союзом електрозв'язку (ITU). Аеропорти Китаю мають літерний код ІКАО, що починається з — Z.

## Водний

### Морський
Головні морські порти країни: Далянь, Нінбо, Ціндао, Ціньхуандао, Шанхай, Шеньчжень, Тяньцзінь. Річний вантажообіг контейнерних терміналів (дані за 2012 
рік): Далянь — 6,4 млн, Гуаньчжоу — 14,26 млн, Нінбо — 14,72 млн, Циндао — 13,02 млн, Шанхай — 31,74 млн, Шеньчжень — 22,57 млн, Тяньцзінь — 11,59 млн контейнерів (TEU).
СПГ-термінали для імпорту скрапленого природного газу діють у портах: Фучжань, Гуангдон, Янгсу, Шандонг, Шанхай, Таньшань, Жеянг.
Морський торговий флот країни, станом на 2010 рік, складався з 2030 морських суден з тоннажем понад 1 тис. реєстрових тонн (GRT) кожне (3-тє місце у світі), з яких: ліхтеровозів — 7, балкерів — 621, суховантажів — 566, інших вантажних суден — 10, танкерів для хімічної продукції — 140, контейнеровозів — 206, газовозів — 60, пасажирських суден — 9, вантажно-пасажирських суден — 81, нафтових танкерів — 264, рефрижераторів — 33, ролкерів — 8, спеціалізованих танкерів — 2, автовозів — 23.
Станом на 2010 рік, кількість морських торгових суден, що ходять під прапором країни, але є власністю інших держав — 22(Гонконгу — 18, Індонезії — 2, Японії — 2); зареєстровані під прапорами інших країн — 1559 (Бангладеш — 1, Белізу — 61, Камбоджі — 177, Коморських Островів — 1, Кіпру — 6, Грузії — 10, Гондурасу — 2, Гонконгу — 500, Індії — 1, Індонезії — 1, Кірибаті — 26, Ліберії — 4, Мальти — 6, Маршаллових Островів — 14, Північної Кореї — 3, Панами — 534, Філіппінам — 4, Сент-Кіттсу і Невісу — 1, Сент-Вінсенту і Гренадин — 65, Сан-Томе і Принсіпі — 1, Сьєрра-Леоне — 19, Сінгапуру — 29, Південної Кореї — 6, Таїланду — 1, Того — 1, Тувалу — 4, Великої Британії — 7, Вануату — 1, інших — 73).

### Річковий
Загальна довжина судноплавних ділянок річок і водних шляхів, доступних для суден з дедвейтом понад 500 тонн, 2011 року становила 110 000 км (1-ше місце у світі).
Головний річковий порт країни: Гуанчжоу на Перлинній річці.

## Трубопровідний
Загальна довжина газогонів в Китаї, станом на 2013 рік, становила 48 512 км; нафтогонів — 23 072 км; інших трубопроводів — 31 км; продуктогонів — 15 298 км; водогонів — 9 км.

## Міський громадський
В КНР найбільше в світі міст в яких працює метрополітен.
Гонконг, Гуанчжоу, Гуйянь, Далянь, Дуньгуань, Куньмін, Нанкін, Наньнін, Наньчан, Нінбо, Пекін, Сіань, Сучжоу, Сямень, Тяньцзінь, Усі, Ухань, Фошань, Фучжоу, Ханчжоу, Харбін, Хефей, Циндао, Чанша, Чанчунь, Чженчжоу, Ченду, Чунцин, Шанхай, Шеньчжень, Шеньян, Шицзячжуань.

## Державне управління
Держава здійснює управління транспортною інфраструктурою країни через міністерство транспорту Станом на 19 січня 2017 року міністерство в уряді Лі Кецяна очолював Лі Сяопен.

### Українською
- Атлас. 10-11 клас. Економічна і соціальна географія світу / упорядники :  О. Я. Скуратович, Н. І. Чанцева. — К. : ДНВП «Картографія», 2010. — ISBN 978-966-475-639-3.
- Атлас світу / голов. ред. І. С. Руденко ; зав. ред. В. В. Радченко ; відп. ред. О. В. Вакуленко. — К. : ДНВП «Картографія», 2005. — 336 с. — ISBN 9666315467.
- Безуглий В. В. Економічна і соціальна географія зарубіжних країн : Навчальний посібник. — К. : ВЦ «Академія», 2007. — 704 с. — ISBN 978-966-580-239-6.
- Безуглий В. В., Козинець С. В. Регіональна економічна і соціальна географія світу : Навчальний посібник. — видання 2-ге, доп., перероб. — К. : ВЦ «Академія», 2007. — 688 с. — ISBN 966-580-144-9.
- Головченко В., Кравчук О. Країнознавство: Азія, Африка, Латинська Америка, Австралія і Океанія. — К., 2006. — 335 с. — ISBN 966-8939-04-2.
- Дахно І. І. Країни світу: Енциклопедичний довідник / І. І. Дахно, С. М. Тимофієв. — К. : Мапа, 2011. — 606 с. — (Бібліотека нового українця) — ISBN 978-966-8804-23-6.
- Дахно І. І. Економічна географія зарубіжних країн : навчальний посібник. — К. : Центр учбової літератури, 2014. — 319 с. — ISBN 978-611-01-0682-5.
- Дорошенко В. І. Географія транспорту : Навчальний посібник / В. І. Дорошенко, К. Д. Діденко. — К. : Київський нац. ун-т ім. Т. Шевченка, 2010. — 183 с. — ISBN 978-966-439-329-1.
- Дубович І. А. Країнознавчий словник-довідник. — 5-те вид., перероб. і доп. — К. : Знання, 2008. — 839 с. — ISBN 978-966-346-330-8.
- Економічна і соціальна географія країн світу : Навчальний посібник / За ред. С. П. Кузика. — Л. : Світ, 2002. — 672 с. — ISBN 966-603-178-7.
- Зарубіжна транспортна географія : навчальний посібник / уклад. : Петрашевський О. Л. и др. — К. : Національний транспортний університет, 2015. — 95 с. — ISBN 978-966-632-227-5.
- Ігнатьєв П. М. Країнознавство: Країни Азії. — Ч. : Книги-ХХІ, 2004. — 383 с. — ISBN 966-8029-53-4.
- Книш М. М., Мамчур О. І. Регіональна економічна і соціальна географія світу (Латинська Америка та Карибські країни, Африка, Азія, Океанія) : навч. посіб. — Л. : ЛНУ ім. Івана Франка, 2013. — 368 с. — ISBN 978-617-10-0007-0.
- Юрківський В. М. Регіональна економічна і соціальна географія. Зарубіжні країни : Підручник. — К. : Либідь, 2001. — 416 с. — ISBN 966-06-0092-5.

### Англійською
- (англ.) Modern Transport Geography / Hoyle, B. and R. Knowles (eds). — Second Edition,. — London : Wiley, 1998.
- (англ.) Rodrigue, J-P. The Geography of Transport Systems. — Fourth Edition. — N. Y. : Routledge, 2017. — 440 с. — ISBN 978-1138669574.
- (англ.) Taaffe E. J., Gauthier H. L. and O'Kelly M. E. Geography of transportation. — Second Edition. — N. Y. : Prentice Hall, 1996. — ISBN 0-13-368572-1.
- (англ.) Black, W. Transportation: A Geographical Analysis. — N. Y. : Guilford, 2003.

### Російською
- (рос.) Максаковский В. П. Географическая картина мира. Книга I: Общая характеристика мира. — М. : Дрофа, 2008. — 495 с. — ISBN 978-5-358-05275-8.
- (рос.) Максаковский В. П. Географическая картина мира. Книга II: Региональная характеристика мира. — М. : Дрофа, 2009. — 480 с. — ISBN 978-5-358-06280-1.
- (рос.) Физико-географический атлас мира. — М. : Академия наук СССР и главное управление геодезии и картографии ГГК СССР, 1964. — 298 с.
- (рос.) Шаповал Н. С. Транспортная география и транспортные системы мира : учебное пособие. — К. : Центр учбової літератури, 2006. — 188 с. — ISBN 000-0000-00-4.
- (рос.) Экономическая, социальная и политическая география мира. Регионы и страны / под ред. С. Б. Лаврова, Н. В. Каледина. — М. : Гардарики, 2002. — 928 с. — ISBN 5-8297-0039-5.
- (рос.) Энциклопедия стран мира / глав. ред. Н. А. Симония. — М. : НПО «Экономика» РАН, отделение общественных наук, 2004. — 1319 с. — ISBN 5-282-02318-0.